# 板倉重昌
板倉重昌（日语：／ Itakura Shigemasa，1588年—1638年2月14日），日本安土桃山時代至江戶時代初期的武將、大名。三河國深溝藩主。
板倉重昌是德川氏家臣板倉勝重的次子，出生在駿河國駿府。1605年（慶長10年）敘任從五位下內膳正，他與松平正綱、秋元泰朝同為德川家康的近習出頭人，因此得到重用。1614年（慶長19年）大坂冬之陣期間負責與豐臣氏方面交涉。1624年，任三河國深溝藩主。
1637年（寬永14年），島原之亂爆發，他被任命上使，在嫡子重矩的陪伴下，同副使石谷貞清一起出征。他動員西國各藩前去鎮壓，但九州的大名們不聽從他的指揮。重昌無法控制局勢，擔心如此長期下去會動搖幕府的權威，更令他擔憂的是海外勢力可能參加叛亂。幕府改任老中松平信綱為大將，大幅發兵增援。
重昌一直擔心戰功被信綱奪去，翌年他下達對原城總攻的命令，但諸軍未能配合，傷亡慘重。其本人也被叛軍將領三會村金作用鐵炮射中眉心而陣亡。其子重矩繼任家督之位。